# Крагујевачки трамвај
Крагујевачки трамвај је требало да буде систем трамвајског превоза у Крагујевцу, Србија.

## Историја
Први пут се пројекат помиње 1911. године под називом "За унапређење Крагујевца" и тада је стопиран због Балканских ратова, планирана је изградња две линије али од тога ништа није било. Касније се опет јавила идеја развијања града трамвајским системом, само су тада планиране три линије, али реализацију пројекта спречио је почетак Другог светског рата.

## Будући планови
У последњих неколико година размишљало се о коначној изградњи трамвајског и тролејбуског система у граду, али за сада још увек нема довољно новца за почетак изградње. Новац није једини проблем, друга ствар која би кочила изградњу трамваја у граду биле би улице које имају јако мало места (или га уопште ни немају) за сужавање и прављење посебних деоница за трамвај.